# Juan Carlos Domínguez
Juan Carlos Domínguez (* 13. April 1971 in Íscar) ist ein ehemaliger spanischer Radrennfahrer.
Juan Carlos Domínguez begann seine Profikarriere 1995 bei dem spanischen Radsportteam Kelme-Costa Blanca. 1997 entschied er die Valencia-Rundfahrt, die Murcia-Rundfahrt und die Setmana Catalana für sich. 1998 wechselte er dann zu Vitalicio Seguros und gewann die Clásica Alcobendas. In seinem zweiten Jahr bei diesem Team konnte er diesen Sieg verteidigen und außerdem die Vuelta a La Rioja und die Asturien-Rundfahrt gewinnen. 2001 fuhr Domínguez für die spanische Mannschaft iBanesto.com. Hier siegte er zum zweiten Mal bei der Asturien-Rundfahrt und die  Euskal Bizikleta. Beim Start des Giro d’Italia 2002 in Groningen war er der Schnellste auf dem 6,5-km langen Prolog und trug für einen Tag das Rosa Trikot. 2004 wurde er Mitglied des späteren ProTeama Saunier Duval-Prodir. Erst gewann er die Ruta del Sol und 2005 die Burgos-Rundfahrt.
2006 fuhr Domínguez für das belgische Professional Continental Team Unibet.com. Vor der 5. Etappe der ENECO Tour 2006 wurde er wegen eines zu hohen Hämatokritwertes vom Rennen ausgeschlossen und mit einer Schutzsperre belegt.
Nach der Saison 2007 beendete er seine Karriere.

## Palmarès
1997
- Valencia-Rundfahrt
- Murcia-Rundfahrt
- Setmana Catalana

1998
- Clásica Alcobendas

1999
- Vuelta a La Rioja
- Clásica Alcobendas
- Asturien-Rundfahrt
- Aragon-Rundfahrt

2001
- Euskal Bizikleta
- Asturien-Rundfahrt
- Aragon-Rundfahrt

2002
- Prolog Giro d’Italia

2004
- Ruta del Sol

2005
- Burgos-Rundfahrt

## Teams
- 1995–1999 Kelme-Costa Blanca
- 1998–2000 Vitalicio Seguros-Grupo Generali
- 2001 iBanesto.com
- 2002–2003 Phonak Hearing Systems
- 2004–2005 Saunier Duval-Prodir
- 2006 Unibet.com